# Alberto Gómez
Alberto Gómez é um ator e roteirista venezuelano.

## Filmografia
- Diamantes Para Daniela
- Siempre tuya Acapulco (2014)
- Amores verdaderos (2012/13)
- Natalia del mar (2011/12)
- Corazón apasionado (2011)
- Mar de amor (2009/10)
- Alma indomable (2008/09)
- Valeria (2008)
- Acorralada (2006/07)
- Marina (2006/07)
- Primeira parte de El amor no tiene precio (2005)
- El amor las vuelve locas (2005)
- Ángel rebelde (2003/04)
- ¡Vivan los niños! (2002/03)
- Rebeca (2003)
- Gata salvaje (2002)
- Secreto de amor (2001)
- Hechizo de amor (2000)
- Segunda parte de Carita de ángel (2000/01)
- Alma rebelde (1999)
- Segunda parte de Nunca te olvidaré (1999)
- Segunda parte de Gotita de amor (1998)
- Más allá de... La usurpadora (1998)
- Preciosa (1998)
- El alma no tiene color (1997)
- Todo por tu amor (1997)
- Segunda parte de Marisol (1996)
- Segunda parte de María la del Barrio (1995/96)
- Como tú ninguna (1994/95)
- Peligrosa (1994/95)
- Rosangelica (1993)
- Cara sucia (1992)
- La mujer prohibida (1991)
- El engaño (1989)
- Abigaíl (1988/89)
- La muchacha del circo (1988)
- Primavera (1988)